# Ustersbach

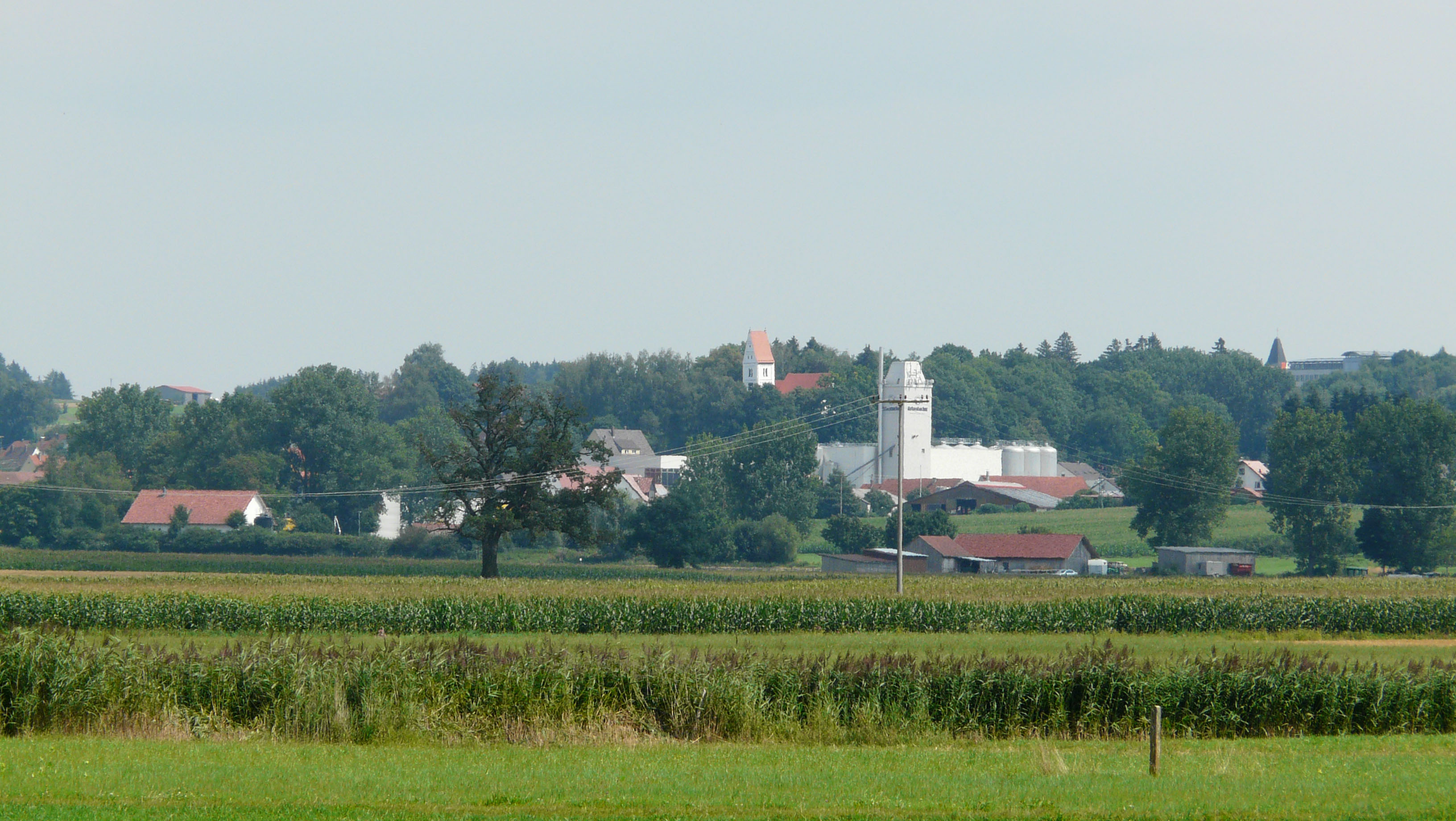
Ustersbach von Nordwesten

Ustersbach ist eine Gemeinde im schwäbischen Landkreis Augsburg. Die Gemeinde ist Mitglied der Verwaltungsgemeinschaft Gessertshausen.

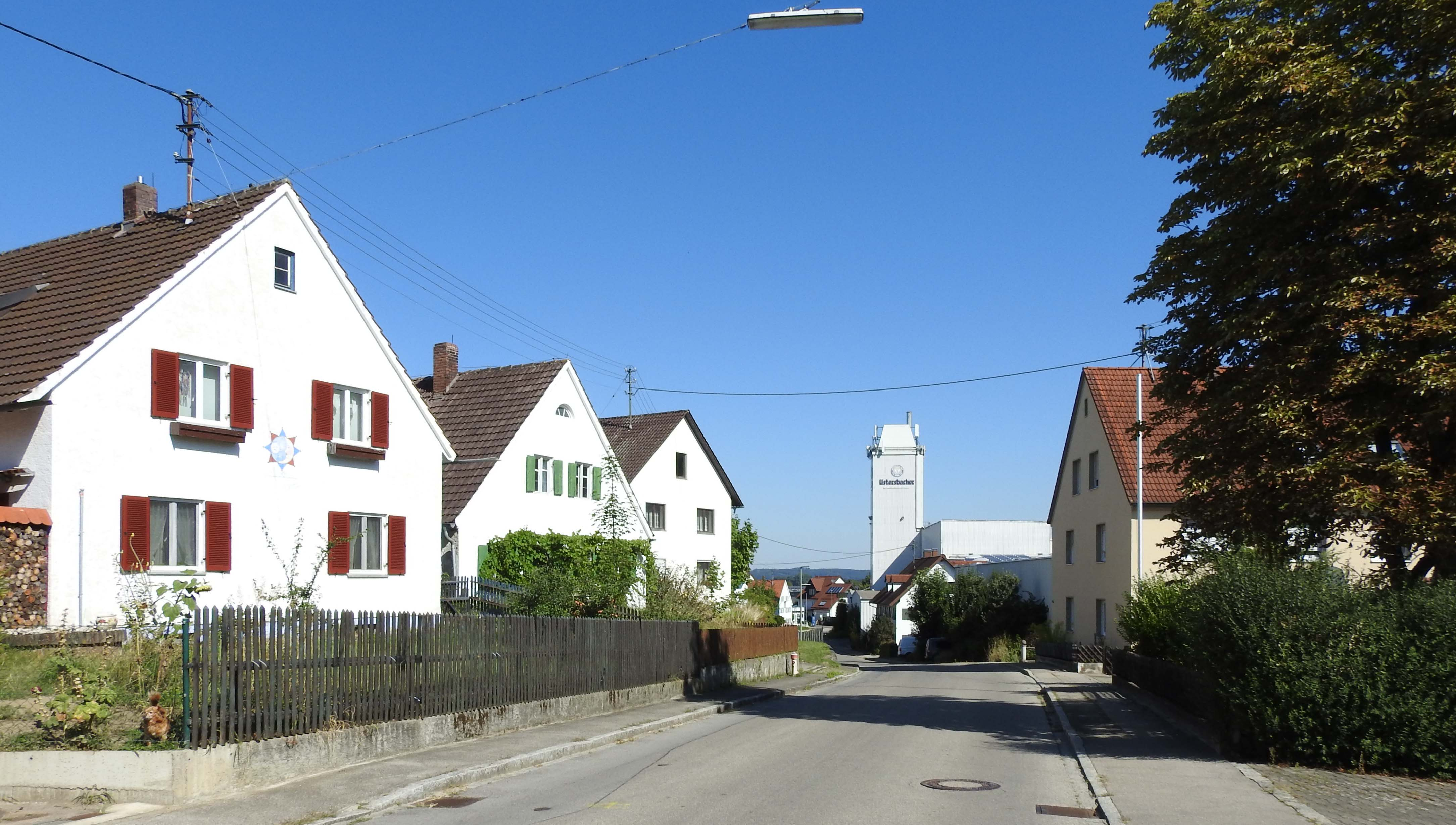
Ustersbach – Brunnenstraße mit Brauerei

## Geografie

### Geografische Lage
Ustersbach liegt inmitten des Naturparks Augsburg Westliche Wälder, ca. 25 km westlich von Augsburg. Die geographische Lage Ustersbachs wird durch die Hügelkette geprägt, die den Südrand der Reischenau definiert. Die Reischenau ist ein weiter Talkessel, durch den das Flüsschen Zusam fließt. Anders als der Name vermuten lassen könnte, befindet sich auf dem Gemeindegebiet kein Bach; die einzigen Fließgewässer sind Entwässerungsgräben, die Wasser aus den feuchteren Teilen der Gemeindeflur in die Zusam ableiten. Der höchste der Hügel, an deren Abhang sich die Gemeinde schmiegt, trägt den Namen „Totenköpfle“.

### Gemeindeteile
Die Gemeinde hat vier Gemeindeteile (in Klammern ist der Siedlungstyp angegeben):
- Baschenegg (Weiler)
- Mödishofen (Kirchdorf)
- Osterkühbach (Weiler)
- Ustersbach (Pfarrdorf und Hauptort)

### Nachbargemeinden
Nachbargemeinden sind Kutzenhausen, Fischach und Dinkelscherben.

## Geschichte
Der Ort ist wohl im 11. Jahrhundert entstanden und wurde erstmals in einer Urkunde von 1277 als Usterspach erwähnt. Mit dem Domkapitel Augsburg teilten sich ein Ortsadelsgeschlecht und später die Augsburger Klöster Hl. Kreuz, St. Moritz und St. Katharina die Güter des Dorfes. Später ging der Ort an das Domkapitel Augsburg über, das Grund-, Gerichts- und Patronatsherr war. Um 1780 wurden Mauerreste des Burgstalls Hattenberg für den Bau des Brauhauses in Ustersbach verwendet. Infolge des Reichsdeputationshauptschlusses von 1803 kam der Ort zu Bayern. 1862 bis 1929 gehörte Ustersbach zum Bezirksamt Zusmarshausen und ab 1929 zum Bezirksamt Augsburg, das ab 1939 dann als Landkreis Augsburg bezeichnet wurde.

### Einwohnerentwicklung
Zwischen 1988 und 2018 wuchs die Gemeinde von 1031 auf 1176 um 145 Einwohner bzw. um 14,1 %.

## Politik

### Gemeinderat
Der Gemeinderat hat 12 Mitglieder; er setzt sich aufgrund der Kommunalwahl am 15. März 2020 wie folgt zusammen:
- CSU/BL 7 Sitze (59,3 %)
- Aktive Bürger für Ustersbach 5 Sitze (40,7 %)

In der Amtszeit 2014 bis 2020 hatte die CSU/Bürgerliste als einziger Wahlvorschlag alle 12 Sitze erhalten.

### Bürgermeister
Am 14. Oktober 2018 wurde Willi Reiter (CSU/Bürgerliste) mit 52,37 % der Stimmen zum Ersten Bürgermeister gewählt. Er trat das Amt am 1. Januar 2019 an. Seine Amtszeit verlängert sich gesetzlich bis 30. April 2026, damit Bürgermeister- und Gemeinderatswahl wieder am gleichen Tag stattfinden.
Sein Vorgänger war Maximilian Stumböck (CSU/BL), im Amt seit 2002 und zum 31. Dezember 2018 zurückgetreten. Er war zuletzt bei der Kommunalwahl 2014 mit 86,2 % der Stimmen im Amt bestätigt worden. Gleichzeitig wurde er 2014 erneut in den Kreistag des Landkreises Augsburg gewählt.

### Wappen
| | Blasonierung: „Geteilt von Blau und Silber; oben ein aufspringender goldener Hirsch, unten ein wachsender roter Abtstab.“ |
| Wappenbegründung: Der aufspringende goldene Hirsch nimmt auf das Familienwappen der Augsburger Patrizierfamilie Stolzhirsch Bezug, die im 13. Jahrhundert neben verschiedenen anderen Lehen auch die Grundherrschaft in Ustersbach besaß. Das Familienwappen der Stolzhirsch enthielt im blauen Schild drei goldene aufspringende Hirsche. Der Abtstab ist ein Hinweis auf den hl. Fridolin, den Patron der Pfarrkirche von Ustersbach, dessen Attribut der Abtstab ist. Die Farben in der unteren Schildhälfte (Rot und Silber) verweisen auf die Grundherrschaft des Hochstifts Augsburg. Wappenführung seit 1960 | |

## Kultur und Sehenswürdigkeiten

### Religion
Mit Ausnahme des Weilers Osterkühbach gehört das Gemeindegebiet zur Pfarrei St. Fridolin. Dieses Kirchenpatronat ist im Bistum Augsburg einzigartig, die Ustersbacher Pfarrkirche gilt als die östlichste Fridolinskirche.
Neben der dem heiligen Fridolin geweihten Hauptkirche befindet sich im Ortsteil Mödishofen die Filialkirche St. Vitus, die sich in der Innengestaltung an die Kirche von Kloster Oberschönenfeld anlehnt. Außerdem befindet sich unweit der Kirche St. Fridolin in einem Hain ein außerordentlich schönes Beispiel einer Lourdes-Grotte, die über die Ortsgrenzen hinaus verehrt wird. Westlich der Gemeinde befindet sich auf freiem Felde eine Kapelle, die der Heiligen Anna geweiht ist. Im Ortsteil Osterkühbach befindet sich eine den heiligen Vierzehn Nothelfern geweihte Kapelle.

### Bauwerke
Die älteste Sehenswürdigkeit der Gemeinde ist das sogenannte Sühnedenkmal von 1408, ein spätmittelalterlicher Sühnestein aus rotem Marmor, der an die Ermordung des Ritters Burkhart von Schellenberg erinnert.

### Sport
Der örtliche Sportverein trägt den Namen TSV Ustersbach. Er wurde 1973 gegründet. Die Vereinsfarben sind blau und gelb.

## Wirtschaft und Infrastruktur

### Ansässige Unternehmen
Die Privatbrauerei Ustersbach braut regionales Bier, das sie unter der Marke Ustersbacher verkauft. Im Ort befindet sich eine Filiale der Raiffeisenbank Augsburger Land West e. G.

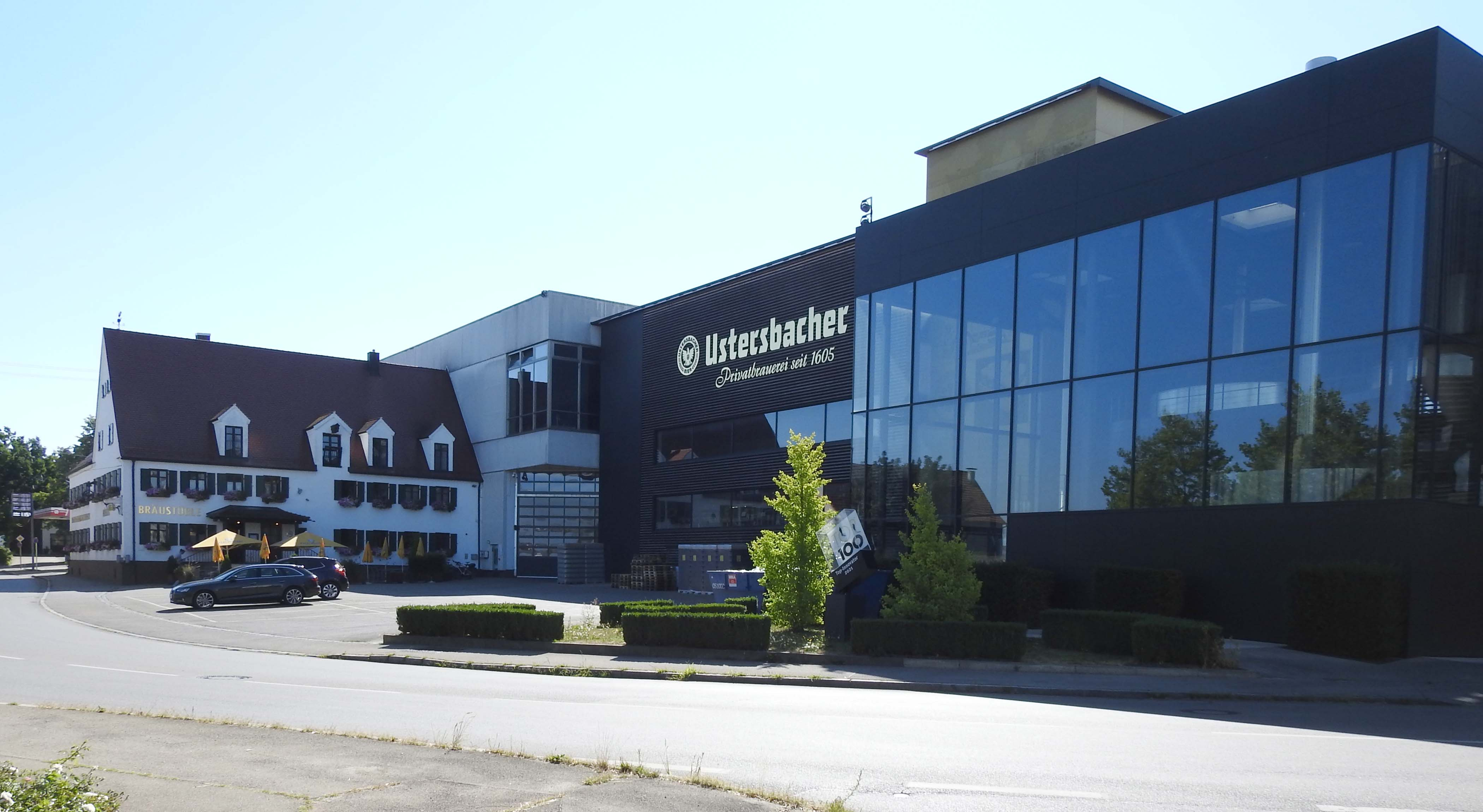
Ustersbacher Brauerei

### Verkehr

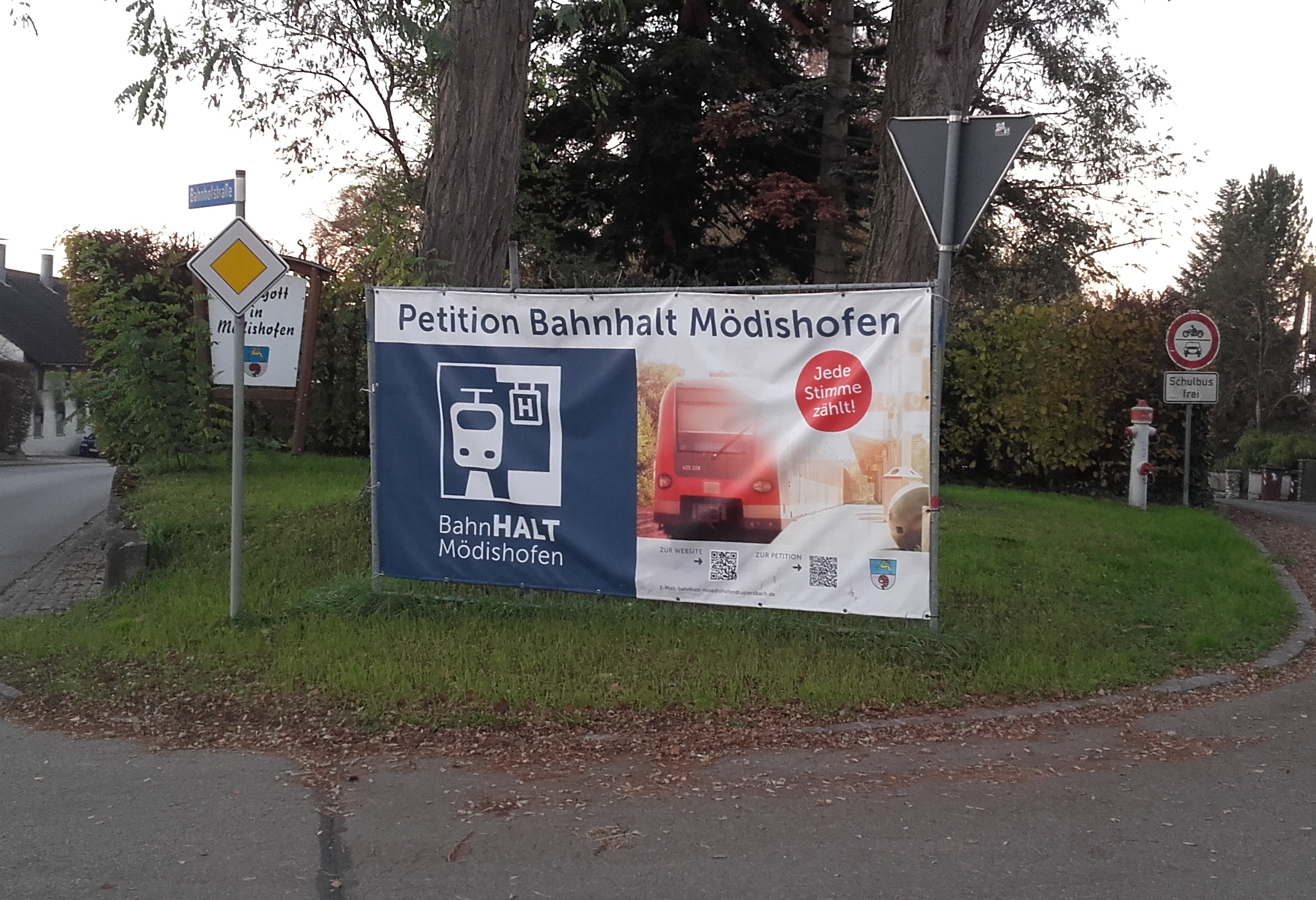
Initiative zur Wiederherstellung eines Bahnhaltes in Mödishofen

Durch das Gemeindegebiet verlaufen die Bundesstraße 300 und die Bahnstrecke Augsburg–Ulm. Der Gemeindeteil Mödishofen besaß ursprünglich einen Bahnhof an der Strecke. Dieser wurde jedoch im Zuge des Streckenausbaus zu Beginn der 1990er Jahre geschlossen und später abgebrochen. 2020 formierte sich ein Arbeitskreis, der sich für die Wiederherstellung eines Bahnhaltes in Mödishofen einsetzt.
Die nächstgelegenen Autobahnanschlussstellen sind in Zusmarshausen und Adelsried an der Bundesautobahn 8. In der Gemeinde Ustersbach gibt es mehrere Bushaltestellen der Linie 600 des Augsburger Verkehrsverbundes, die von Augsburg Hauptbahnhof über Gessertshausen und Ustersbach nach Krumbach führt.

### Öffentliche Einrichtungen
Ustersbach verfügt über eine Gemeindebücherei in kommunaler Trägerschaft.

## Bildung

### Allgemeinbildende Schulen
Die Gemeinde Ustersbach ist zusammen mit der Nachbargemeinde Dinkelscherben Trägerin des Schulverbandes Dinkelscherben, der in Ustersbach die Grundschule Ustersbach unterhält. Dort werden die Kinder der Jahrgangsstufen eins bis vier aus dem Gemeindegebiet von Ustersbach sowie den Gemeindeteilen Ried und Breitenbronn der Gemeinde Dinkelscherben unterrichtet. Daneben sind im Gebäude der Grundschule Ustersbach mehrere Außenklassen der Helen-Keller-Schule Dinkelscherben, einer Förderschule, untergebracht.

### Sonstige Bildungseinrichtungen
Die Pfarrgemeinde St. Fridolin betreibt in Kooperation mit der politischen Gemeinde einen Kindergarten. Im Gemeindeteil Baschenegg unterhielten die Dillinger Franziskanerinnen ein Kinderheim.
Im Bereich der Erwachsenenbildung bietet die Volkshochschule Ustersbach als Teil der Volkshochschule Augsburger Land e. V. Kurse an.

## Persönlichkeiten

### Ehrenbürger
Ehrenbürger der Gemeinde Ustersbach sind der frühere langjährige Bürgermeister Alfons Kastner und der frühere Schulleiter der Grundschule Ustersbach und langjährige Organist der Pfarrei St. Fridolin Matthias Wank.

### Söhne und Töchter der Stadt
- Martin Zott (1841–1929), Reichstags- und Landtagsabgeordneter (Zentrum)

### Weitere Persönlichkeiten, die mit der Gemeinde in Verbindung stehen
Auf dem Friedhof von Ustersbach liegt der Schriftsteller, Kulturkritiker und Übersetzer Theodor Haecker begraben, der hier im 66. Lebensjahr am 9. April 1945 kurz vor Kriegsende starb. Theodor Haecker war einer der sprachmächtigsten Vertreter des katholischen Existentialismus, gehörte zu den radikalsten Kulturkritikern im Dritten Reich und war ein Mentor von Hans und Sophie Scholl vom Widerstandskreis der Weißen Rose. Nachdem seine Wohnung in München bei einem Bombenangriff zerstört worden war, verbrachte er seine letzten Lebensmonate in Ustersbach.